# マクロスFB7 オレノウタヲキケ!
- マクロスシリーズ > マクロス7 > マクロスFB7 オレノウタヲキケ!
  - マクロスF > マクロスFB7 オレノウタヲキケ!

『マクロスFB7 銀河流魂 オレノウタヲキケ！』（マクロスエフビーセブン オレノウタヲキケ）は、2012年10月20日より公開の劇場用アニメ。「マクロスシリーズ」の作品『マクロス7』と『マクロスF』の両方の流れを汲む作品である。
キャッチコピーは「俺の歌をきけ! 私たちの歌をきけ!! 真実（ホンモノ）の歌をきけ!!!」。

## 概要
1982年開始の『超時空要塞マクロス』からの「マクロスシリーズ」30周年を記念してイベント上映されたアニメ映画。1994年にMBS・TBS系でテレビ放映された『マクロス7』の映像をデジタル・リマスター化したうえで再構築し、『マクロスF』の完全新作映像を融合させた「ハイブリッド・ロック・アニメ」とされている。「FB」には多層的な意味が込められている。興行収入は2億円。
2012年春の時点ではマクロス30周年を記念した「マクロス7プロジェクト」第3弾「オズマ meets FIRE BOMBER マクロスFB7（仮）」として発表されていた。
監督・脚本は『マクロス7』の監督を担当したアミノテツロ。映像制作は『マクロスF』を担当したサテライトが行う。
キービジュアルには『マクロス7』の登場キャラクターであるFIRE BOMBERの熱気バサラとミレーヌ・ジーナス、『マクロスF』の登場キャラクターであるシェリル・ノームとランカ・リーの4人が描かれている。イラストレーターは第1弾が美樹本晴彦と江端里沙、第2弾が桂憲一郎と丸藤広貴。
主題歌はシェリル、ランカ、FIRE BOMBERが共演する「娘々FIRE!! 〜突撃プラネットエクスプロージョン」とFIRE BOMBERの新曲「ヴァージンストーリー」。
本作は『マクロスF』をメインとしているが、同作品の主人公である早乙女アルト（声 - 中村悠一）は登場しない。

## 制作
『マクロス7』の原作・スーパーバイザーを務めた河森正治は以前から『マクロス7』をいろんな人に見てもらいたかったが、4クール・全49話と長丁場のため、2時間くらいにまとめた映画にしたいと思っていた。1年間続いたアニメを90分の総集編にするには限界があるものの、すべてを細かく解説すると『マクロス7』らしくなくなるとの考えから、解説は最低限に抑えてある。フィルム時代の1994年に制作された映像にデジタル時代の2012年の新規映像を普通に加えるとどうしても違和感が出るため、『マクロス7』の部分は劇中でVHSの映像を再現するという演出がなされた。監督のアミノは、あえて初見の視聴者にとっては違和感を抱くようなバランスを目指しており、興味を持った人はテレビシリーズ全49話を見てほしいと語っている。

## あらすじ
西暦2059年、銀河中心へ向けて長い旅を続けるマクロス・フロンティア船団は、宇宙生物バジュラとの戦争に突入する。ある日、フロンティア船団の民間軍事会社、S.M.Sに所属するオズマ・リーは、同僚のボビー・マルゴとドライブしているときに、鳥のような未知の生命体と遭遇する。
怪鳥との遭遇でオズマの車は大破し、その場でVHSのビデオテープが発見される。オズマたちは深・秋葉原（ディープ・アキバ）の電気街で再生機器を購入し、機械に詳しい部下のルカ・アンジェローニにセッティングしてもらう。S.M.Sのメンバーを集め、映像を再生すると、そこに映し出されたのは、オズマが愛好する伝説のロックバンド、FIRE BOMBERが活動していたマクロス7船団の記録映像だった。
謎の軍隊に襲われるマクロス7船団、そのなかで燃えるような赤いバルキリーに乗って戦わずに歌うFIRE BOMBERのボーカリスト、熱気バサラの姿を目にし、オズマたちはその戦いの真実とマクロス7船団の行くすえ、熱気バサラの生きざまを知ることになる。
のちに、シェリル・ノームとランカ・リーによるFIRE BOMBERの映像を用いたコラボレーションライブが開催され、その様子を見届けた怪鳥は、かつてマクロス7船団と戦い、バサラの歌によって運命を変えられた生命体「プロトデビルン」の一体、ガビルの姿となって宇宙を飛び去ってゆく。

## キャスト

### マクロスF
- オズマ・リー - 小西克幸
- シェリル・ノーム - 遠藤綾
- ランカ・リー - 中島愛
- ボビー・マルゴ - 三宅健太
- ルカ・アンジェローニ - 福山潤
- ミハエル・ブラン - 神谷浩史
- クラン・クラン - 豊口めぐみ
- カナリア・ベルシュタイン - 桑島法子
- 怪鳥 / ガビル - 陶山章央[注 1]
- レイ / ナレーション - 菅原正志[注 2]

### マクロス7
以下のキャストはエンディングクレジットに表示されているが、『マクロス7』パートの音声は放映当時のものが用いられており、新規アフレコなどが行われたわけではない。
- バサラ - 神奈延年[注 3]
- ミレーヌ - 櫻井智[注 3]
- ギギル - 西村朋紘[注 3]
- シビル - 中川亜紀子[注 4]
- ガムリン - 子安武人
- ゲペルニッチ - 井上瑤
- マクシミリアン - 速水奨
- ミリア - 竹田えり
- エキセドル - 大林隆介[注 3]
- 金龍 - 高橋広樹
- サリー - 岩男潤子
- ゴラム - 長谷有洋
- ゾムド - 五十嵐麗
- イリーナ - 三木眞一郎
- 千葉 - 園部啓一
- キム - 七海入歌[注 3]
- バートン - 梁田清之
- ジャネット - 永堀美穂
- アキコ - 高乃麗
- レックス - 嶋村カオル[注 3]

## 登場メカ
VF-19改 ファイアーバルキリー・シェリルマーキングVer.
熱気バサラの真紅のVF-19にシェリルのイラストをマーキングした痛バルキリー。
VF-11MAXL改 ミレーヌバルキリー・ランカマーキングVer.
ミレーヌ・ジーナスのピンクのVF-11にランカのイラストをマーキングした痛バルキリー。

## スタッフ
- 監督・編集・脚本 - アミノテツロ
- 企画 - 大西良昌
- 原作 - 河森正治 / スタジオぬえ
- エグゼクティブプロデューサー - 大西加紋、上山公一、佐藤道明
- 音楽プロデューサー - 佐々木史朗
- 「マクロスF」
  - 副監督 - 阿保孝雄
  - 絵コンテ - 阿保孝雄、佐藤英一
  - キャラクターデザイン - 江端里沙、高橋裕一
  - コスチュームデザイン - 堀内修
  - バルキリーデザイン - 河森正治
  - メカニックデザイン - 石垣純哉、高倉武史
  - 怪鳥デザイン - 森木靖泰
  - ドラマシーン作画監督 - 堀内修
  - ライブシーン作画監督 - 大塚八愛
  - 色彩設計 - 中山久美子
  - 美術監督 - 吉原俊一郎（美峰）
  - 撮影監督 - 植田真樹
  - 音響監督 - 三間雅文
  - 音響制作 - テクノサウンド
  - 編集 - 定松剛
- 「マクロス7」
  - キャラクター原案 - 美樹本晴彦
  - アニメーションキャラクター - 桂憲一郎
  - メカニックデザイン - 宮武一貴、河森正治
- 音楽制作 - フライングドッグ
- 制作 - サテライト
- 製作 - ビックウエスト、マクロスFB7製作委員会
- 製作協力 - マクロス7製作委員会、OVAマクロス7製作委員会
- 配給 - ムービック

## 使用曲

### 主題歌
娘々FIRE!! 〜突撃プラネットエクスプロージョン
作詞 - K.INOJO、古屋敏之 / 作曲 - 河内淳貴、須藤英樹、福山芳樹 / 編曲 - CHOKKAKU
歌 - シェリル・ノーム starring May'n 、ランカ・リー=中島愛、FIRE BOMBER
FIRE BOMBERの「突撃ラブハート」、「PLANET DANCE」、「DYNAMITE EXPLOSION」をリミックスし、シェリル、ランカ、バサラ、ミレーヌがカバーしたもの。
ヴァージンストーリー
作詞 - K.INOJO / 作曲・編曲 - COZZi
歌 - FIRE BOMBER

### 挿入歌
歌担当はすべてFIRE BOMBER（福山芳樹、チエ・カジウラ）
突撃ラブハート
作詞 - K.INOJO / 作曲・編曲 - 河内淳貴
MY FRIENDS
作詞 - M.MEG / 作曲 - 川野美紀 / 編曲 - 河内淳貴
PLANET DANCE
作詞 - K.INOJO / 作曲 - 須藤英樹 / 編曲 - 河内淳貴
HOLY LONELY LIGHT
作詞 - K.INOJO / 作曲 - 須藤英樹 / 編曲 - 湯川とうべん
MY SOUL FOR YOU
作詞 - K.INOJO / 作曲 - 福山芳樹 / 編曲 - 河内淳貴
REMEMBER 16
作詞 - K.INOJO / 作曲・編曲 - 河内淳貴
PILLOW DREAM
作詞 - M.MEG / 作曲 - 出雲麻紀子 / 編曲 - 湯川とうべん
SEVENTH MOON
作詞 - K.INOJO / 作曲・編曲 - 河内淳貴
SUBMARINE STREET
作詞 - K.INOJO / 作曲 - 福田俊哉 / 編曲 - 湯川とうべん
POWER TO THE DREAM
作詞 - K.INOJO / 作曲 - 福山芳樹 編曲 - 田中裕千
恋のマホウ
作詞 - M.MEG / 作曲 - 湯川とうべん / 編曲 - M.PROJECT
LIGHT THE LIGHT
作詞 - K.INOJO / 作曲 - TSUKASA / 編曲 - 田中裕千
TRY AGAIN
作詞 - K.INOJO、福山恭子 / 作曲 - 福山芳樹 / 編曲 - 田中裕千

## WEBラジオ
Sheryl Nome Wave
シェリル・ノームがパーソナリティを担当するWEBラジオ番組。全10回配信。URLは外部リンク参照。
- 第1回&第2回 2012年10月5日配信
- 第3回 2012年10月9日配信
- 第4回 2012年10月12日配信
- 第5回 2012年10月16日配信
- 第6回 2012年10月19日配信
- 第7回 2012年10月23日配信
- 第8回 2012年10月26日配信
- 第9回 2012年10月30日配信
- 第10回 2012年11月2日配信

## 関連商品

### 音楽CD
| 発売日         | タイトル | 規格品番   | 収録曲 | 備考                                                   |
| -------------- | --- | ---------- | --- | ------------------------------------------------------ |
| 2012年10月24日 | シェリル・ノーム starring May’n、ランカ・リー=中島愛、FIRE BOMBER 「娘々FIRE!! 〜突撃プラネットエクスプロージョン／ヴァージンストーリー」 | VTCL-35141 | 1. 娘々FIRE!! 〜突撃プラネットエクスプロージョン / シェリル・ノーム starring May’n、ランカ・リー＝中島愛、FIRE BOMBER 2. ヴァージンストーリー / FIRE BOMBER 3. 娘々FIRE!! 〜突撃プラネットエクスプロージョン (Instrumental) 4. ヴァージンストーリー (Instrumental) | フライングドッグより発売 オリコン最高6位、登場回数13回 |

### DVD
マクロスFB7 オレノウタヲキケ！
2013年4月24日発売。オーディオコメンタリー（神奈延年、櫻井智、菅原正志、陶山章央、小西克幸、遠藤綾、中島愛、アミノテツロ）が収録されている。8ページの解説書が付属。

### Blu-ray Disc
マクロスFB7 オレノウタヲキケ！（Blu-ray通常版）
2013年4月24日発売。オーディオコメンタリーが収録されている。8ページの解説書が付属。
マクロスFB7 オレノウタヲキケ！（Blu-ray初回限定版）
通常版と同日発売。本編ディスクのほかに、「Sheryl Nome Wave」やライブ映像、舞台挨拶などの特典映像を収めた特典ディスクが付属する。24ページの解説書付き。